# Intelligent Music Project
Intelligent Music Project (срп. Пројекат интелигентне музике) је бугарска супергрупа основана 2012. Њу је основао продуцент Милен Врабевски.

## Историја
Супергрупу је основао бизнисмен Милен Врабевски и неки од њених вокала су били певачи као што су Сајмон Филипс, Џон Пејн, Карл Сентенц, Боби Роднијели и Тод Сучерман. Свој први албум су објавили 2012. и од тад објављују музику и иду на турнеје. Њихов тренутни вокал је рок певач Рони Ромеро.
У новембру 2021, бугарски емитер БНТ је открио да ће Intelligent Music Project представљати Бугарску на Песми Евровизије 2022. Њихова песма "Intention" (Намера) је објављена 5. децембра 2021. и била је прва песма евровизијске сезоне 2021. да буде објављена. Чланови су Рони Ромеро, Бисер Иванов, Славин Славчев, Иво Стефанов, Дмитар Сираков и Стојан Јанкулов. Јанкулов је већ представљао Бугарску на Песми Евровизије 2007. и 2013. са Јелицом.

## Дискографија

### Студијски албуми
- 2012 – The Power of Mind
- 2014 – My Kind o' Lovin'
- 2015 – Touching the Divine
- 2018 – Sorcery Inside
- 2020 – Life Motion
- 2021 – The Creation

### Синглови
- 2020 – „Every Time"
- 2020 – „I Know"
- 2021 – „Listen"
- 2021 – „Sometimes & Yesterdays That Mattered"
- 2021 – „Intention"